# Роговики (Резекненский край)
Роговики (латыш. Rogoviki) — населённый пункт в Резекненском крае Латвии. Входит в состав Силмалской волости. Расстояние до города Резекне составляет около 34,4 км. По данным на 2018 год, в населённом пункте проживало 8 человек.

## История
В советское время населённый пункт входил в состав Силмалского сельсовета Резекненского района. В селе располагалась центральная усадьба колхоза «Красное знамя».